# Emilia van Hauen
Emilia van Hauen (født 1966) er en dansk kultursociolog (Københavns Universitet 2001), HD(A), foredragsholder, trendrådgiver og livsstilskommentator med egen virksomhed. Hun fungerer endvidere som kommentator i tv, aviser og ugeblade. Emilia van Hauen er uddannet cand.scient. soc. fra Københavns Universitet og har en HD(A) og IAA. Hun har speciale indenfor moderne livsformer og trends og tendenser i samfundet .
Fra 2009 er hun ambassadør for CARE Danmark og Hjerteforeningen, og i 2005 var hun medstifter af netværket Kabinettet, og fra 1985-1995 fungerede hun som leder og konsulent i div. salgs- og markedsføringsstillinger.. I 2021 er hun desuden tiltrådt som præsidiemedlem i UNICEF Danmark.

## Forfatterskab
Hun er forfatter til fem debatbøger:
- Ladycool - Dit køn er en styrke – brug det!
- Farvel Egofest. Og goddag til formål og fællesskaber (2009, Akademisk Forlag)
- Moderskab, Lederskab(2004, Aschehoug Forlag)
- Myten om den perfekte mor (2003, Aschehoug Forlag)
- Eliten (1998, Forlaget Møntergården)

## Eksterne links
- Officiel hjemmeside Arkiveret 17. november 2020 hos  Wayback Machine